# Triangle de Héron
Un triangle est appelé triangle de Héron (ou triangle héronien) si les longueurs de ses côtés ainsi que son aire sont exprimés en nombres entiers naturels non nuls. En condensé, c'est un triangle entier d'aire entière.
D'après la formule de Héron il s'agit de déterminer les solutions {\displaystyle (a,b,c,S)} en nombres entiers naturels de l'équation diophantienne {\displaystyle 16S^{2}=(a+b+c)(a+b-c)(b+c-a)(c+a-b)} en prenant {\displaystyle 0<a\leqslant b\leqslant c}.
On attribue à Héron d'Alexandrie la solution {\displaystyle (13,14,15,84)}.
Les trois premières solutions ordonnées par la croissance du plus grand côté {\displaystyle c} sont (3, 4, 5, 6), (5, 5, 6, 12), (5, 5, 8, 12).
Les suites donnant les valeurs successives de {\displaystyle a,b,c,{\text{et }}S} sont, dans l'encyclopédie des suites entières :  A055594,  A055593,  A055592,  A055595.

## Paramétrisation de Brahmagupta
Le mathématicien indien Brahmagupta (598-668 après J.-C.) a découvert la paramétrisation suivante générant des triangles de Héron.
Étant donné trois entiers strictement positifs m, n et k premiers entre eux dans leur ensemble et vérifiant {\displaystyle mn>k^{2}} et {\displaystyle m\geqslant n} (pour l'unicité), on peut poser :
{\displaystyle {\begin{aligned}a&=n(m^{2}+k^{2}),&p-a&={\tfrac {1}{2}}(b+c-a)=n(mn-k^{2}),\\b&=m(n^{2}+k^{2}),&p-b&={\tfrac {1}{2}}(c+a-b)=m(mn-k^{2}),\\c&=(m+n)(mn-k^{2}),&p-c&={\tfrac {1}{2}}(a+b-c)=(m+n)k^{2},\\&&p&={\tfrac {1}{2}}(a+b+c)=mn(m+n),\\S&=mnk(m+n)(mn-k^{2}),&r&=k(mn-k^{2}),\\\end{aligned}}}
où p est le demi-périmètre, S est l'aire et r est le rayon du cercle inscrit.
Le triangle de Héron résultant n'est pas toujours primitif, et une homothétie peut être nécessaire pour obtenir le triangle primitif correspondant. Par exemple, en prenant m = 36, n = 4 et k = 3 on obtient un triangle vérifiant a = 5220, b = 900 et c = 5400, multiple du triangle de Héron (5, 29, 30) avec un facteur de proportionnalité de 180.
Le fait que le triangle généré ne soit pas primitif est un obstacle à l'utilisation de cette paramétrisation pour générer tous les triangles de Héron avec des longueurs inférieures à une borne donnée, puisque la taille de {\displaystyle \operatorname {PGCD} (a,b,c)} ne peut être prédite .

## Paramétrisation d'Euler
La méthode suivante générant tous les triangles de Héron a été découverte par Leonhard Euler, avec démonstration de l'universalité.
Étant donné quatre entiers positifs m premier avec n et p premier avec q vérifiant {\displaystyle mp>nq}, on peut poser :
{\displaystyle {\begin{aligned}a&=mn(p^{2}+q^{2}),&p-a&=mq(mp-nq),\\b&=pq(m^{2}+n^{2}),&p-b&=np(mp-nq),\\c&=(mq+np)(mp-nq),&p-c&=nq(mq+np),\\&&p&=mp(mq+np),\\S&=mnpq(mq+np)(mp-nq),&r&=nq(mp-nq),\\\end{aligned}}}
Même lorsque m, n, p et q sont deux à deux premiers entre eux, le triangle de Héron résultant peut ne pas être primitif. En particulier, si m, n, p et q sont tous impairs, les trois longueurs de côtés sont paires. Il est également possible que a, b et c aient un diviseur commun autre que 2 . Par exemple, avec m = 2, n = 1, p = 7 et q = 4, on obtient (a, b, c) = (130, 140, 150), où chaque longueur de côté est un multiple de 10 ; le triplet primitif correspondant est (13, 14, 15), qui peut également être obtenu en divisant le triplet résultant de m = 2, n = 1, p = 3, q = 2 par deux, puis en échangeant b et c .